# Emotions (singel)
Emotions – utwór amerykańskiej wokalistki, Mariah Carey, wydany 13 sierpnia 1991 roku nakładem wytwórni Columbia Records jako główny singiel z jej drugiego albumu studyjnego, Emotions. Producentami i autorami tekstu piosenki jest duo C+C Music Factory, a także Carey. Jest ona inspirowana muzyką disco, w której wokalistka śpiewa dużo nut wykorzystując rejestr piersiowy i gwizdkowy. Singiel otrzymał nominację podczas 34. rozdania nagród Grammy w kategorii Best Female Pop Vocal Performance.

## Geneza utworu
Mariah została posłana do C+C Music Factory i oni skomponowali dla niej piosenkę „You're So Cold”, która stała się pierwszą wersją singla z płyty Emotions. Jednak po drugiej sesji stwierdzono, że „„Emotions”” jest o wiele lepsza niż „You're So Cold” i postanowili z tej piosenki zrobić główny singel.

## Kompozycja
„Emotions” to piosenka inspirowana rytmem disco i jest napisana C-dur. Mariah woli śpiewanie w gamie B-dur, co można stwierdzić na jej występach live (jak MTV Unplugged). Piosenka pokazuje jej wokalny talent, w który wątpiła większość krytyków. Jest to pierwsza piosenka wokalistki, w której występuje wiele wysokich gam, na przykład na początku, który zaczyna się od falsetu. 

## Teledysk
Teledysk został nakręcony przez Jeffa Preissa. Carey i jej przyjaciele wraz ze zwierzętami egzotycznymi, pokazując emocje tańczą i bawią się w mieście.
David Cole i Robert Clivillés nagrali remiks „Emotions” znany jako „Emotions (12" Club Mix)”. Mimo że Carey nie nagrała nowych wokali do remiksu, to dodała nowe gospelowe intro. Intro zostało użyte podczas jej występu na MTV Unplugged oraz na innych koncertach. Teledysk został wykreowany na podstawie remiksu.

## Opinie

### Krytyków
„Emotions” zostało nominowane do 1992 Grammy Awards. Piosenka wygrała BMI Pop Award i była to już piąta z kolei piosenka, która wygrała tę nagrodę dla Carey.

### Rynkowa
„Emotions” stał się piątym single Carey, który znalazł się na szczycie Billboard Hot 100, czyniąc z niej pierwszą wokalistkę, której pierwsze pięć singli z rzędu znalazło się na szczycie listy Billboard. Piosenka spędziła na pierwszym miejscu 3 tygodnie, stając się #1 w swoim 7 tygodniu na liście. Piosenka znalazła się w pierwszej 40 i spędziła tam 20 tygodni. Był to jeden z czterech innych singli, które znalazły się na końcowej liście Hot 100 na miejscu 22. Piosenka znalazła się na szczycie Hot R&B/Hip-Hop Singles & Tracks i stała się jej drugim #1 na Hot Dance Music/Club Play. Singel osiągnął status złotej płyty.
Poza USA, był to drugi singel, który osiągnął tam wielki sukces (pierwszy był „Vision of Love”). Singel znalazł się na 5. pozycji w Kanadzie i Nowej Zelandii oraz stał się pierwszym singlem, od wydania debiutu, który znalazł się w pierwszej 20 w Wielkiej Brytanii. W Australii singel ominął pierwszą 10, ale na kontynencie europejskim jego sukces nie był już aż tak duży. Piosenka znalazła się na 90. pozycji japońskiej listy Oricon, stając się tam jedną z największych porażek Carey.

## Lista utworów
U.S. CD single (singel kasetowy/7" singel)
1. „Emotions” (wersja z albumu)
2. „Vanishing” (wersja z albumu)

U.S. CD maxi single (cassette maxi single/12" maxi single)
1. „Emotions” (12" club mix)
2. „Emotions” (12" instrumental)
3. „Emotions” (wersja z albumu)
4. „There's Got to Be a Way” (12" mix)
5. „There's Got to Be a Way” (vocal dub mix)

UK cassette single
1. „Emotions” (wersja z albumu)
2. „Vanishing” (wersja z albumu)

UK maxi single
1. „Emotions” (wersja z albumu)
2. „Vanishing” (wersja z albumu)
3. „Vision Of Love” (wersja z albumu)

## Remiksy i oficjalne wersje
- „Emotions”” [wersja z albumu] - 4:11
- „Emotions” [C+C Club Mix Edit] - 5:51
- „Emotions” [C+C Club No.1 Mix] - 7:45
- „Emotions” [C+C Hardcore Factory Mix] - 8:16
- „Emotions” [Special Motion Edit] - 5:17
- „Emotions” [C+C 12 Inch Original Promo Remix] - 7:15
- „Emotions” [Club Mix] - 8:32

Fan Remixes
- „Emotions” [Discotech Mix] - 6:35
- „Emotions” [Erpy's Take Me Higher Mix] - 3:58
- „Emotions” [Johnny Vicious Club Mix] - 8:32
- „Emotions” [Jbal Version 7 Inch Edit] - 6:33
- „Emotions” [ShCooL 1992 Mix] - 3:19

## Listy przebojów
| Kraj              | Lista (1991)                 | Pozycja |
| ----------------- | ---------------------------- | ------- |
| Stany Zjednoczone | Billboard Hot 100            | 1       |
| Stany Zjednoczone | Billboard Adult Contemporary | 3       |
| Kanada            | Canadian Singles Chart       | 3       |
| Nowa Zelandia     | New Zealand Singles Chart    | 3       |
| Izrael            | Israeli Singles Chart        | 7       |
| Holandia          | Dutch Top 40                 | 12      |
| Australia         | ARIA                         | 11      |
| Wielka Brytania   | UK Singles Chart             | 17      |
| Niemcy            | German Singles Chart         | 39      |
| Japonia           | Tokyo Hot 100                | 2       |